# John Davis (żużlowiec)
John Henry Davis (ur. 10 listopada 1954 w Oksfordzie) – brytyjski żużlowiec.

## Życiorys
W latach 1977–1988 trzykrotnie uczestniczył w finałach indywidualnych mistrzostw świata, najlepszy wynik osiągając w 1980 r. w Göteborgu, gdzie zajął VI miejsce. Czterokrotnie startował w finałach drużynowych mistrzostw świata, zdobywając 4 medale: dwa złote (Wrocław 1977, Wrocław 1980), srebrny (Olching 1981) oraz brązowy medal (Long Beach 1985). W 1984 r. zwyciężył w rozegranym w Pardubicach turnieju o Zlatą Přilbę, natomiast w 1985 r. zdobył w Coventry tytuł indywidualnego wicemistrza Anglii.
W 1980 r. zdobył w barwach klubu Reading Racers tytuł drużynowego mistrza Wielkiej Brytanii. W 1991 r. przez jeden sezon startował w polskiej II lidze, jako zawodnik Wybrzeża Gdańsk.